# Prionospio ergeni
Prionospio ergeni är en ringmaskart som beskrevs av Dagli och Çinar 2009. Prionospio ergeni ingår i släktet Prionospio och familjen Spionidae. Inga underarter finns listade i Catalogue of Life.